# Иньтай
Иньта́й (кит. упр. 印台, пиньинь Yìntái) — район городского подчинения городского округа Тунчуань провинции Шэньси (КНР).

## История
При империи Северная Вэй в 446 году в этих местах был создан уезд Тунгуань (铜官县). При империи Северная Чжоу в 575 году написание его названия было изменено с 铜官县 на 同官县. В 1946 году, в связи с тем, что название уезда звучало абсолютно идентично названию расположенного в этой же провинции уезда Тунгуань, уезд был переименован в честь протекающей здесь реки Туншуй, и получил название Тунчуань (铜川县).
В 1950 году был создан Специальный район Сяньян (咸阳专区), и уезд вошёл в его состав. В 1953 году Специальный район Сяньян был расформирован, и уезд Тунчуань перешёл в прямое подчинение властям провинции Шэньси. В апреле 1958 года постановлением Госсовета КНР уезд Тунчуань был преобразован в город Тунчуань, подчинённый напрямую правительству провинции. В августе 1961 года город Тунчуань перешёл под юрисдикцию Специального района Вэйнань (渭南专区). В 1966 году Тунчуань опять стал городом провинциального подчинения.
В мае 1980 года территория города Тунчуань была разделена на Городской район (城区) и Пригородный район (郊区). В 2000 году Пригородный район был переименован в район Иньтай.

## Административное деление
Район делится на 4 уличных комитета и 5 посёлков.